# Chicuelo
Juan Gómez „Chicuelo“ (* 1968 in Cornellà de Llobregat bei Barcelona als Juan Ignacio Gómez Gorjón) ist ein spanischer Flamencomusiker (Gitarre, Komposition), der auch im Bereich des Flamenco Jazz arbeitet.

## Leben und Wirken
Chicuelo begann im Alter von zwölf Jahren bei dem Gitarristen Casimiro González; er war dann Schüler von Manolo Saniúcar und seinem Bruder Isidro Muñoz und wurde 1989 von Sabicas als Gitarrist anerkannt. Zu Beginn seiner Karriere arbeitete er in der Flamenco-Show Tablao de Carmen mit Mario Escudero, Angelita Vargas, Miguel de la Tolea, Eva Yerbabuena, Sara Baras, Adrián Galia, Belén Maya, Antonio „El Pipa“ und Joaquín Grilo. Er hat Sänger wie Enrique Morente, Rancapino, Chano Lobato, José Mercé, Duquende, Mayte Martín, Diego el Cigala, Carmen Linares und Potito begleitet und die Bühne mit Musikern wie Chano Domínguez, Carles Benavent, Jorge Pardo und Jordi Bonell geteilt sowie mit der Pianistin Maria João Pires gearbeitet. 
Chicuelo nahm an Aufnahmen mit Tomatito, Mayte Martín, Ginesa Ortega, Joan Manuel Serrat, Antonio Carmona und Jordi Tonel teil und begleitete Miguel Poveda oft, mit dem er in Europa, Japan und Nordamerika tourte. 1996 war er als Leiter an dem Album Cambalache von Guitarras Mestizas beteiligt. Er war musikalischer Leiter von verschiedenen Produktionen wie Tarantos und Komponist von Inconnexus XXI, aufgeführt von der Compañia Somorrostro.
Sein Debütalbum unter eigenem Namen, Cómplices (2000), bewertete das Magazin Flamenco Hoy als „bestes Solo-Gitarrenalbum“. 2007 folgte das Soloalbum Diapasión. Chicuelo spielte weiterhin mit wichtigen Flamenco-Künstlern und produzierte Platten unter anderem für Duquende, Ginesa Ortega und Miguel Poveda. Zudem begleitete er den Liedermacher Joan Manuel Serrat. Weiterhin schrieb er Musik für Pablo Bergers Stummfilm Blancanieves, eine Adaption des Schneewittchenstoffs in die Welt des Stierkampfs; 2013 erhielt er für den Titelsong des Filmes einen Goya.
2016 entstand mit der Sängerin Marinah (von der Flamenco-Hip-Hop-Band Ojos de Brujo) das Album Sintonías. Gemeinsam mit dem Jazzpianisten Marco Mezquida, mit dem er seit 2013 gelegentlich auftrat, veröffentlichte er 2017 das Album Conexión, das im Trio mit Perkussionist Paco de Mode auch in Deutschland, etwa bei Jazzahead, vorgestellt wurde.
Als Solist legte er 2019 sein Soloalbum Uña y carne vor, bei dem ihn der Trompeter Carlos Sarduy, der Bassist Carles Benavent und der Cellist Martín Meléndez begleitete. Kurz darauf folgte mit dem Pianisten Marco Mezquida No hay dos sin tres ein weiteres Album, das wie schon Conexión auch international von der Kritik und dem Publikum wahrgenommen wurde.

## Diskographische Hinweise
- Ginesa Ortega & Chicuelo: Siento (1997)
- Cómplices (Harmonia Mundi 2000)
- Faiz Ali Faiz, Duquende, Miguel Poveda, Chicuelo: Qawwali Flamenco (Accords Croisés 2009)
- Chicuelo & Marco Mezquida: Conexión (Taller de Músics 2017, mit Paco de Mode)
- Chicuelo & Marco Mezquida: No hay dos sin tres (Taller de Músics 2019, mit Paco de Mode)